# Idioten
Idioten (rysk originaltitel: Идиот, Idiot) är en roman av Fjodor Dostojevskij. Den publicerades ursprungligen i tidskriften Russkij Vestnik mellan 1868 och 1869. Dostojevskij övervägde även titeln "Furst Mysjkin", innan han bestämde sig för den nuvarande. Boken finns både i en version med fyra delar och i en med tre.

## Handling
Romanen handlar om den fullständigt gode, men av epilepsi drabbade, furst Mysjkin, som efter det att han länge behandlats på ett vårdcenter i Schweiz återvänder till sitt hemland. I Petersburgssocieteten blir han dock föremål för människors diskreta förakt och hån. Familjen Jepantjín spelar en viktig roll, då det är hos dem fursten tillbringar mycket tid. Han blir även förälskad i familjens yngsta dotter, Aglája. Dock har fursten en annan kärlek, den påstått "fallna" kvinnan Nastasia Filippovna. Den sista av de större rollerna i boken är Rogózjin som är furstens rival när det gäller Filippovnas gunst. 
Fokus genom boken är just furst Mysjkin och hans reaktioner på det mörka i hans omgivning. Människors småsinthet, svartsjuka och ärotörstande är exempel på fenomen som han ständigt stöter på i sin omvärld. Nastasia Filippovna gör allt för att hennes ära ska återupprättas och Rogózjin åtrår henne till den milda grad att han i boken försöker mörda fursten för att bli kvitt sin rival. I slutet rymmer Filippovna och Rogózjin iväg men när fursten till slut finner dem är Filippovna mördad. Istället för att försöka bestraffa Rogózjin försöker furst Myskjin istället förstå, och behåller därvidlag sina ideal ända in i slutet. Fursten orkar nämligen efter detta inte längre med livet i Sankt Petersburg utan blir sjuk igen.

## Karaktärer
- Lev Nikolájevitj Mýsjkin (furst Mysjkin). Huvudperson.
- Nastásia Filíppovna Barasjkóva. Ung, vacker adelsdam. Vän med Tótskij.
- Antíp Búrdovskij
- Vladimir Doktorénko
- Ferdysjtjénko
- Familjen Ívolgin:
  - Ardalión Aleksándrovitj Ívolgin, far
  - Nína Aleksándrovna Ívolgina, mor
  - Gavríla (Ganja, Gánetjka, Gánjka) Ardaliónovitj, son
  - Nikoláj (Kólja) Ardaliónovitj, son
  - Varvára (Várja, Várjka) Ardaliónovna, dotter. 23 år gammal. Gifter sig med Ptítsyn och får då efternamnet Ptítsyna.
- Familjen Jepantjín:
  - General Iván Fjódorovitj Jepantjín, far
  - Jelizavjéta Prokófjevna Jepantjína, mor
  - Aleksándra lvánovna, dotter
  - Adelaída Ivánovna, dotter
  - Aglája (Glásja) Ivánovna, dotter
- Keller, f.d. ofﬁcer, boxare
- Familjen Lébedjev
  - Lukján Tímoféjevitj Lébedjev, far. I bokens första kapitel träffar han fursten och Rogózjin under en tågresa. Bokens andra del utspelar sig strax efter att hans hustru dött i barnsäng.
  - Konstantin (Kóstja), son
  - Véra Lukjánovna, dotter. Tar hand om sin nyfödda syster.
- Nikoláj Andréjevitj Pavlísjtjev, furst Mysjkins välgörare
- lván Petróvitj Ptítsyn. Gifter sig med Varvára.
- Jevgenij Pávlovitj Radómskij. Uppvaktar Aglája. Har nyss dragit sig tillbaka från sin militära karriär.
- Parfjón Semjónovitj Rogózjin. I bokens första kapitel träffar han fursten och Lébedjev under en tågresa, kort efter att hans rike far dött.
- Furst Sjtj., i vissa översättningar S (förekommer endast med denna initial)
- lppolít Teréntíev
- Afanásíj Ivánovitj Tótskij. Adopterade Nastásia Filíppovna när hon var barn.[1]

## Svenska översättningar
- 1919–1920: Ellen Rydelius
- 1928: Mihail Handamirov
- 1988: Ulla Roseen. Finns tillgänglig som talbok, inläst av Ove Ström.
- 1989: Staffan Dahl